# Ființe supranaturale în religia slavă

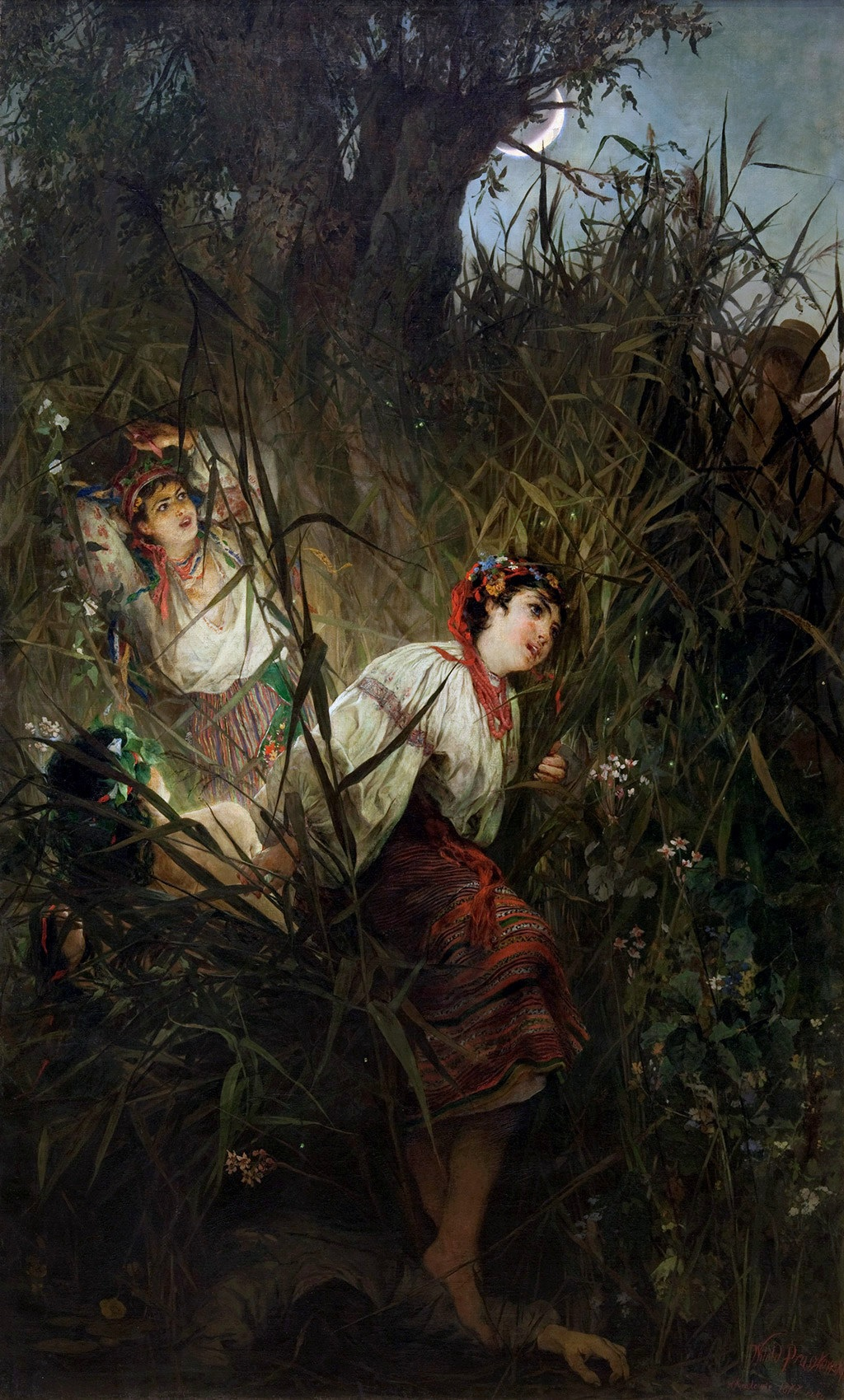
Rusałki (1877) de Witold Pruszkowski.

În afară de numeroșii zei ai slavilor, vechii slavi au crezut și au venerat multe ființe supranaturale din natură. Aceste ființe supranaturale din religia slavă apar sub diferite forme și același nume al oricărei ființe poate fi scris sau transliterat diferit în funcție de limbă și sistemul de transliterare. 

## Vila

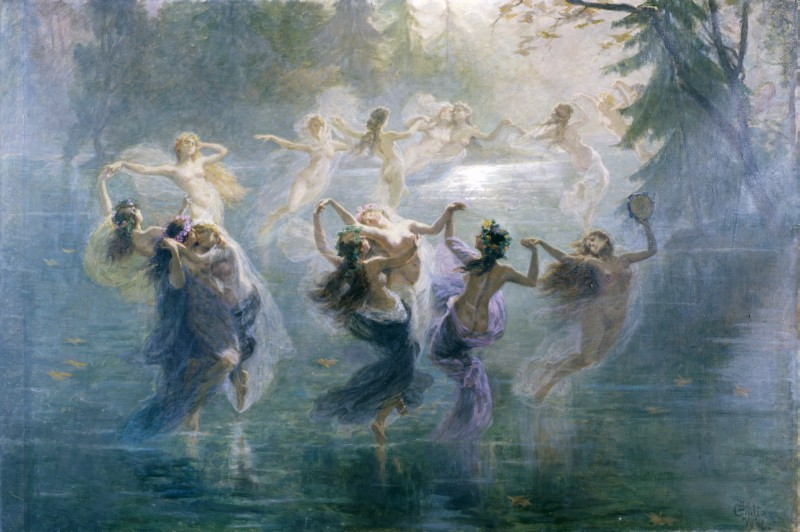
Le Villi (1906) de Bartolomeo Giuliano.

Vila (pl. Vily) reprezintă un alt tip de ființe supranaturale, deja identificate ca nimfe de către istoricul grec Procopius din Cezareea; numele lor provine de la aceeași rădăcină ca și numele lui Veles. Sunt descrise ca frumoase, veșnic tinere, îmbrăcate în alb, cu ochii strălucitori ca niște tunete și cu aripi. Trăiesc în nori, în pădurile de munte sau în ape. Sunt binevoitoare cu oamenii și sunt capabile să se transforme în cai, lupi, șerpi, șoimi și lebede. Cultul lor era încă practicat în rândul slavilor sudici la începutul secolului al XX-lea, cu ofrande de fructe și flori în peșteri, prăjituri în apropierea izvoarelor și panglici atârnate de ramurile copacilor. 

## Rusalka
În mitologia slavă, Rusalka este o nimfă de apă, un spirit feminin care trăiește în râuri. În majoritatea versiunilor, rusalka este o ființă neliniștită care nu mai este în viață, asociată cu un spirit necurat (Nav) și periculoasă. Potrivit lui Dmitri Zelenin, persoanele care mor violent și înainte de timpul lor, cum ar fi femeile tinere care se sinucid din cauza faptului că au fost înșelate de iubiții lor sau femeile necăsătorite care sunt însărcinate în afara căsătoriei, trebuie să trăiască timpul lor desemnat pe pământ sub formă de spirit. O altă teorie spune că acestea sunt spiritele feminine ale morților necurate; sinucideri, bebeluși nebotezați și cei care mor fără ultima împărtășanie. (Conform acestei teorii, se spune că bărbați morți necurați vor deveni vodianoi.) 

## Vodianoi, Vodník

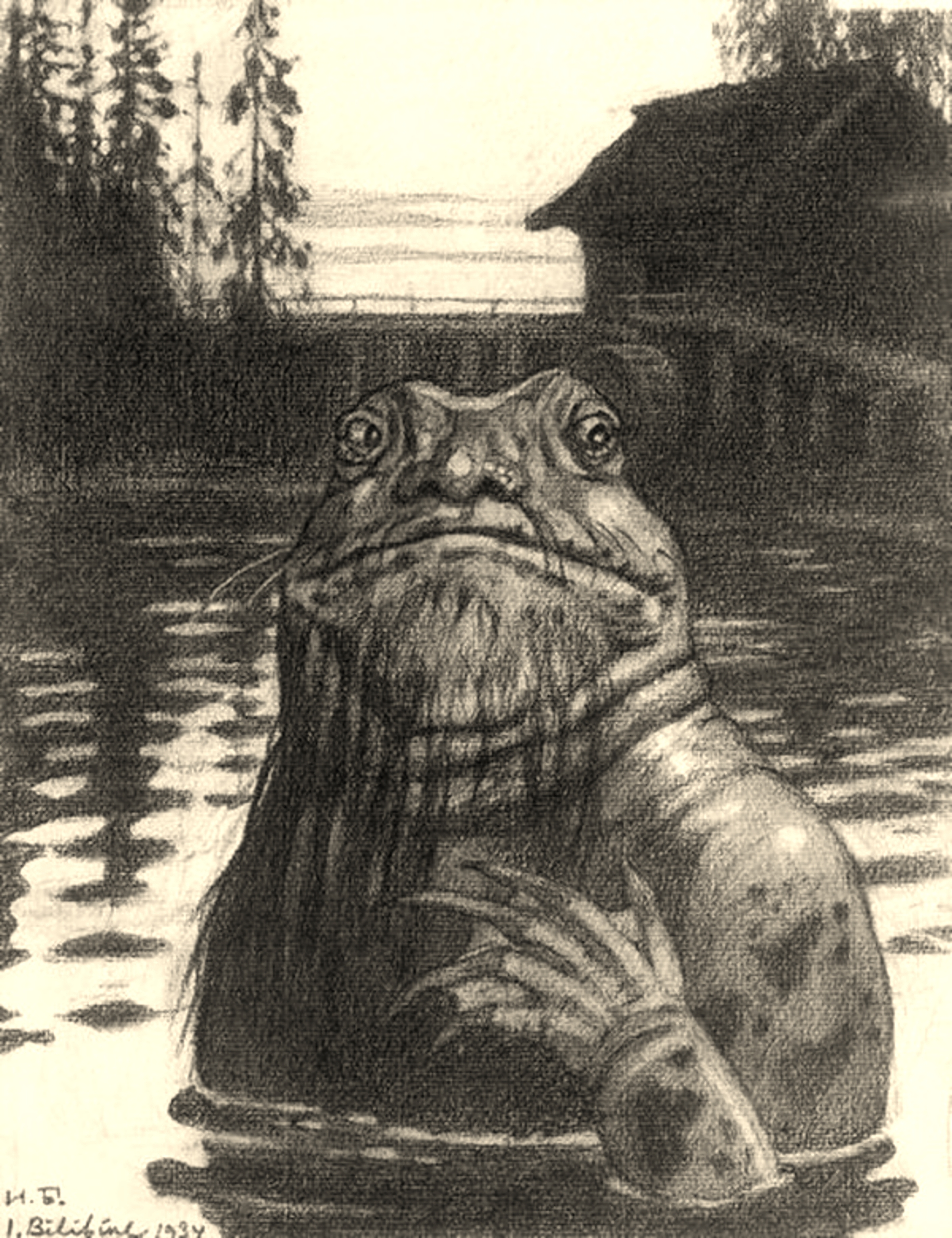
Vodianoi de Ivan Bilibin, 1934

Vodianoi este un spirit masculin de apă de origine slavă. Echivalentul ceh și slovac este numit vodník, cel polonez este wodnik, în timp ce echivalentul rus este vodianoy. Un echivalent slav sudic este vodenjak. Este deosebit de malefic, aproape în exclusivitate îneacă înotătorii care l-au înfuriat prin îndrăzneala lor. Legendele în privința înfățișării sale variază; unele povești îl descriu ca pe un bătrân gol, umflat și păros, acoperit cu noroi și cu solzi sau pur și simplu ca un țăran bătrân cu cămașă roșie și cu barbă. De asemenea, se spune că are capacitatea de a se transforma într-un pește. 
Acesta trăiește în bazine adânci, adesea de lângă o moară, și se spune că este spiritul morților bărbați necurați (această definiție îi include pe cei care s-au sinucis, copiii nebotezați și cei care mor fără ultima împărtășanie). După cum s-a spus anterior, un vodianoi i-ar îneca pe cei care l-au mâniat cu laude de sine sau insulte. Cu toate acestea, nu a existat o anumită protecție, deoarece spiritul era deosebit de capricios. Țăranii se temeau de vodianoi și adesea încercau să scape de spirit sau, în lipsa acestuia, să-l potolească. 
Singurele persoane care au fost în siguranță față de mânia unui vodianoi au fost morarii și pescarii. În special, morarii erau priviți ca fiind atât de apropiați de vodianoi încât de multe ori au devenit văzuți ca niște vrăjitori. Acest lucru poate fi influențat de convingerea că morarii înecă anual un trecător beat ca ofrandă pentru vodianoi. Pescarii erau oarecum mai puțin suspecți, oferind doar primul dintre peștii prinși cu o incantație. Dacă un vodianoi ar fi favorizat un pescar, i-ar aduce mulți  pești în plasă. 

## Bereginia
Bereginias (rusă), Berehinias (ucraineană) sau Brzeginias (poloneză) sunt zâne obscure menționate în „Laica Sf. Grigore de Nazianz privind idolii”,  un manuscris din Novgorod din secolul al XV-lea. „Laica” este o compilație de traduceri din surse grecești studiate cu comentarii ale unui călugăr kievan din secolul al XII-lea. Textul, care pare a fi fost revizuit în mod considerabil de cărturarii de mai târziu, menționează „ vampiri și bereginii”, ca fiind cele mai vechi creaturi venerate de slavi, chiar înainte de a fi introdus cultul lui Perun pe meleagurile lor. Nu sunt furnizate detalii despre „bereginias”, ceea ce a dus la numeroase speculații de orice fel. 
Boris Ribakov leagă termenul cu cuvântul slav pentru „malul râului” și motive pentru care termenul se referă la sirenele slave, deși, spre deosebire de rusalka, acestea erau binevoitoare în natură.  Savantul identifică închinarea la vampiri și bereginias ca o formă de „animism dualist” practicat de slavi în cea mai străveche perioadă din istoria lor. Potrivit acestuia, termenul a fost înlocuit cu „rusalka” în majoritatea zonelor, supraviețuind în secolul XX doar în nordul rusesc. După publicarea cercetărilor lui Ribakov, "bereginya" a devenit un concept popular, iar neo-păgânii slavi care îl concep ca o zeiță păgână puternică, mai degrabă decât un simplu sprit de apă. 

## Ficțiune modernă
Trilogia Winternight, de Katherine Arden, este inspirată din mitologia slavă și include multe personaje, precum Domovoi, Rusalka și alte ființe. 
În cea de -a doua carte a lui Edward Fallon din seria sa de romane Linger, Trail of the Beast, o rusalka lovește un trio care vânează un criminal în serie. 
CJ Cherryh a scris trei romane, Rusalka, Chernevog și Yvgenie, care au loc într-o lume inspirată de basmele rusești care prezintă, printre altele, rusalka, vodianoi și leșii. 
În Changes, un roman din seria Dresden Files de Jim Butcher, zâna Toot-Toot, un Polevoi, este enervată atunci când este numit greșit un Domovoi de Sania, cavaler rus al Crucii. 
Jocul video Quest For Glory IV: Shadows of Darkness, amplasat în mediul rural slav al unei văi fictive est-europene, prezintă mai multe zâne slave, inclusiv Rusalka, Domovoi și Leși. 
Romanul lui Catherynne Valente Deathless are loc într-o versiune de fantezie a Rusiei staliniste și prezintă vila, rusalka, leși și alte zâne slave. 
Serialul Reaper's Rite de Dorothy Dreyer le înfățișează pe Vila drept ființe magice pe jumătate zâne, pe jumătate vrăjitoare. 
În romanul scriitoarei J.K. Rowling, Harry Potter și Pocalul de Foc, Veela sunt mascotele echipei bulgare de Quidditch la Cupa Mondială. Bunica lui Fleur Delacour era o Veela, iar bagheta lui Fleur conține un fir de păr de veela. 
Romanele Xanth ale lui Piers Anthony includ câteva Vily, ca spirite ale naturii legate de un copac (similar cu o Driadă) cu puteri de schimbare a formei, de curățare sau de otrăvire a apei și extrem de repezi la mânie. 
Seria Wiedźmin a lui Andrzej Sapkowski, precum și jocurile video Witcher care se bazează pe acestea se află într-o lume fantastică slavă medievală. Mulți dintre monștri sunt luați direct sau inspirați din mitologia slavă, precum rusalka, striga și vodianoi. 

## Personaje, spirite și creaturi mitice
Așa cum este obișnuit în folclor, nu există un set standard de caracteristici, sau nume, iar spiritele sau creaturi magice sunt menționate sub multe nume, identificând adesea funcția lor sau locul sau mediul activității lor. Acești termeni descriptivi includ: 
Zeitate tutelară
- Bannik (bania, sauna)
- Bolotnik (mlaștină)
- Dvorovoi (curte, teren)
- Leși (pădure)
- Țarul mării (mare)
- Sirenă (mare)
- Ovinnik (hambar)
- Polevik (agricultură)
- Amanta muntelui de cupru (minereu, Ural)
- Șubin (cărbune, Donbass)
- Vodianoi (lac, râu)

Spirite ale atmosferei
- Moroz⁠(ru)[traduceți]  (îngheț)
- Vedogon (gardianul spiritului unei persoane adormite)
- Vikhor (vânt, adiere)
- Zduhać (apărătorul vremii nefavorabile)

Spirite ale timpului zilei
- Babai (noapte)
- Poludnița (prânz)
- Nocnița (noapte)
- Zoria (dimineața)

Spirite ale cerului
- Dennița (steaua dimineții)
- Veczernița (vedeta de seară)

Spiritul Soartei
- Dola (noroc)
- Liho (nenorocire)
- Narecniți, sau Rodjenice, Sudjenice

Nav (suflete ale morților)
- Drekavac (navul slavilor de sud)
- Kikimora (spiritul feminin domestic dăunător)
- Mavka (duhuri rele, rusalka)
- Rusalka (spiritul dăunător care apare vara pe câmpul de iarbă, în pădure, lângă apă)
- Samovila (un spirit feminin care locuiește în munți și are puțuri și lacuri)
- Upir (vampir)

Diavoli răuvoitori (puterea malefică)
- Bies
- Chort
- Chuhaister
- Korov'ya smert' (moartea vacii)
- Kallikantzaros
- Lihoradka
- Șișiga
- Zlydzens

Personaje rituale
- Berehinia (personaj feminin în mitologia slavă estică)
- Baba Marta (personaj mitic feminin din folclorul bulgar, asociat cu luna martie. Martenița)
- Božić ( Sărbătorit de Crăciun, Slavii de Sud )
- Dodola (în tradiția balcanică, ritul de primăvară-vară de a provoca ploaie, precum și personajul central al acestui rit)
- German (păpușă rituală și numele ritului de chemare a ploii la slavii din sud)
- Jarilo (personificarea uneia dintre sărbătorile de vară din calendarul popular rus)
- Koleada (o personificare a copilului Soare nou-născut în timpul iernii și întruchipează ciclul de Anul Nou.)
- Kostroma (personaj ritual de primăvară-vară în cultura tradițională rusă)
- Kupala (personajul folcloric al slavilor de est, personificarea sărbătorii din noaptea Kupala )
- Marzanna (personajul mitologic feminin asociat cu ritualurile sezoniere ale morții și învierea naturii)
- Maslenița (personajul folcloric al slavilor de est, personificarea sărbătorii de Maslenița)